# Rubens Salles
Rubens de Moares Salles (ur. 14 października 1891 w São Paulo – zm. 21 lipca 1934 w São Paulo) – piłkarz brazylijski grający na pozycji napastnika, a po jej zakończeniu trener piłkarski.

## Kariera klubowa
Rubens Salles grał w klubie Paulistano São Paulo w latach 1906–1921. Największymi sukcesami w karierze klubowej Rubensa Sallesa było siedmiokrotne zdobycie mistrzostwa Stanu São Paulo – Campeonato Paulista w 1908, 1913 w formule APEA, 1913 w formule LPF, 1916, 1917, 1918 i 1919 roku. W 1910 został wspólnie z Boyesem królem strzelców mistrzostw São Paulo.

## Kariera reprezentacyjna
8 września 1912 roku Rubens Salles po raz pierwszy zagrał w meczu nieoficjalnej reprezentacji Brazylii z reprezentacją Argentyny. Brazylia przegrała to spotkanie 3-6, a Salles pełniąc rolę grającego selekcjonera strzelił bramkę.
W 1914 Salles zagrał w pierwszym oficjalnym meczu reprezentacji Brazylii – 21 lipca z Exeter City. W meczu tym pełnił wspólnie z Sylvio Lagrecą funkcję pierwszego selekcjonera oraz kapitana reprezentacji Brazylii. Salles był najlepszym graczem na boisku i stał się obiektem fauli Anglików, przez co doznał kontuzji żeber. 27 września Rubens Salles zagrał w meczu międzypaństwowym z Argentyną. Brazylia wygrała po jego bramce 1-0 i zdobyła Puchar Roca.
Ostatni raz w barwach Canarinhos Salles zagrał 7 stycznia 1917 w Rio de Janeiro w zremisowanym 0-0 nieoficjalnym meczu z urugwajskim klubem Dublin Montevideo.

## Kariera trenerska
Po zakończeniu kariery piłkarskiej Rubens Salles został trenerem. W latach 1930–1934 prowadził klub São Paulo da Floresta. Z klubem z São Paulo zdobył mistrzostwo Stanu São Paulo – Campeonato Paulista w 1931 oraz cztery razy wicemistrzostwo w 1930, 1932, 1933, 1934.